# 福田病院
福田病院（ふくだびょういん）は、熊本県熊本市中央区にある医療機関。医療法人社団愛育会が運営する病院である。地域周産期母子医療センターの指定を受ける。

## 沿革
1907年、福田令寿により創設される。

## 診療科
- 周産期（産科）
- 婦人科
- 生殖内分泌外来
- 東洋医学漢方診療科
- 小児科（新生児）
- 小児外科
- 新生児内科
- 麻酔科

## 医療機関の指定等
- 保険医療機関
- 生活保護法指定医療機関
- 結核指定医療機関
- 原子爆弾被爆者一般疾病医療取扱医療機関
- 指定養育医療機関
- 地域周産期母子医療センター
- 母体保護法指定医の配置されている医療機関
- 産科医療保障制度加入医療機関

## 近隣の施設
- 熊本中央郵便局
- 熊本県立第一高等学校

## 交通アクセス
- 熊本市電洗馬橋電停下車。
- 桜町バスターミナルより徒歩10分。